# جنیفر اسپنس
جنیفر اسپنس (انگلیسی: Jennifer Spence؛ زادهٔ ۲۲ ژانویهٔ ۱۹۷۷) هنرپیشه و بازیگر سینما است.
از فیلم‌ها یا برنامه‌های تلویزیونی که وی در آن نقش داشته‌است می‌توان به هسته اشاره کرد.